# 376
Năm 376 là một năm trong lịch Julius.